# Spoorlijn Stolberg - Herzogenrath
De Spoorlijn Stolberg - Herzogenrath is een Duitse spoorlijn van Stolberg naar Herzogenrath en als lijn 2570 onder beheer van DB Netze.

## Geschiedenis

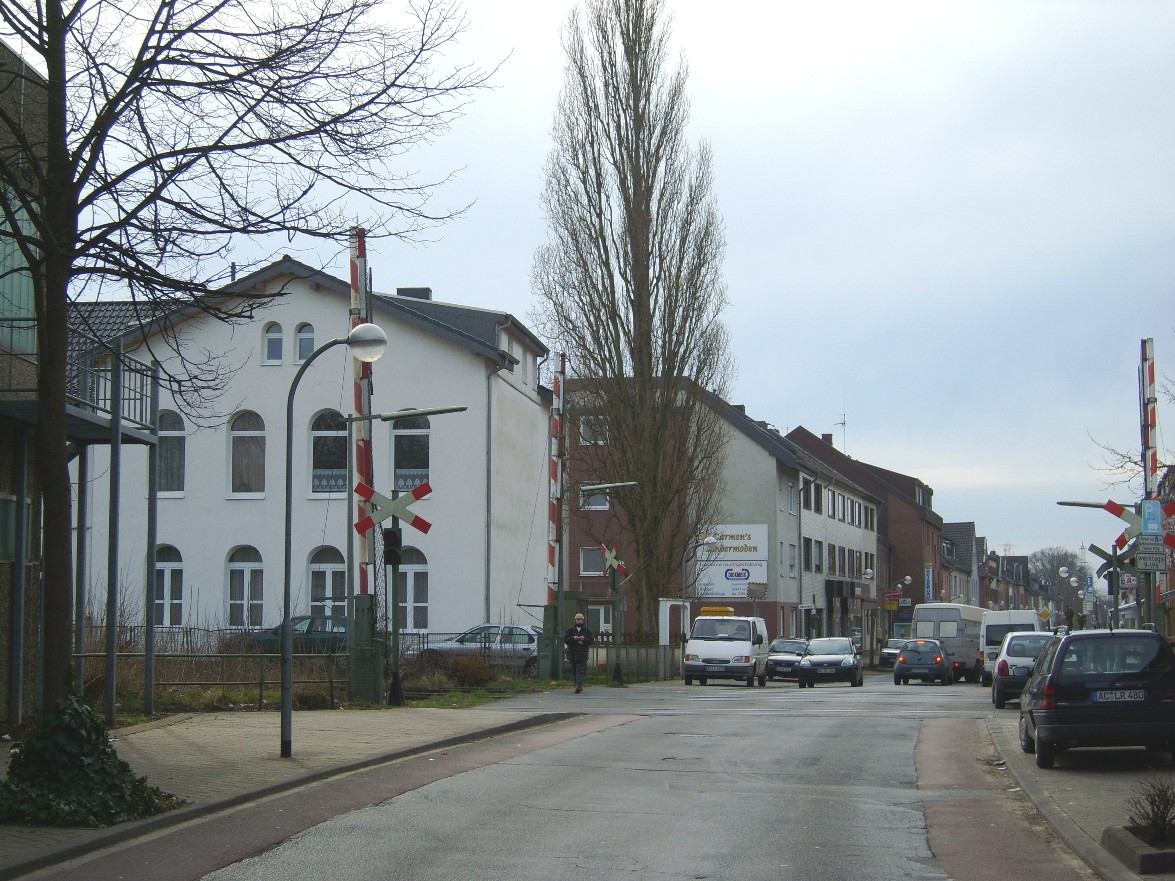
Voormalig station Mariadorf

De 20 kilometer lange spoorlijn werd in twee fasen tussen 1870 en 1890 geopend. Het primaire doel was het ontsluiten van drie aan de lijn gelegen kolenmijnen. Het oorspronkelijke traject takte aan de noordzijde van Stolberg Hauptbahnhof af van de lijn Keulen - Aken, in 1890 werd er een aansluiting gemaakt aan de reeds bestaande lijn Stolberg - Kohlscheid en het gedeelte tussen Stolberg en de aansluiting Quinx van die lijn administratief overgeheveld naar DB 2570. In 1939 werd de lijn nogmaals verlegd vanwege de aanleg van Bundesautobahn 4, waarbij de aansluiting Quinx verder noordwaarts werd verplaatst.
Na het sluiten van de meeste mijnen na 1980 nam het belang van de lijn sterk af. Op 28 december 1984 werd het personenverkeer opgeheven. Na het sluiten van de mijnen Anna en Emil Mayrisch nam ook het goederenverkeer af. In 1996 werd de lijn gesloten.
In 2000 werd de lijn overgenomen door de Euregiobahn en in fases heropend, vanaf 2016 is er weer personenvervoer op de gehele lijn.

## Heropening

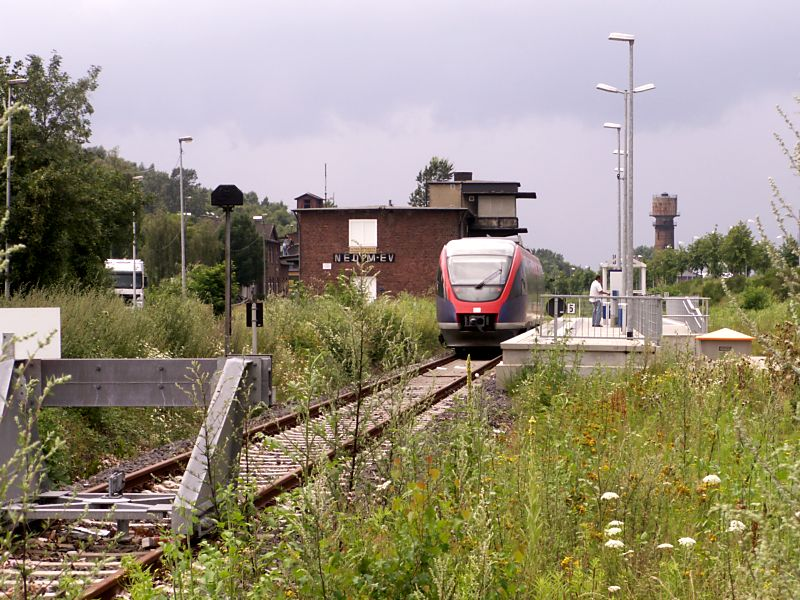
Trein van de Euregiobahn bij de halte Alsdorf-Annapark

In 2004 is de lijn heropend van Herzogenrath naar Merkstein, in 2005 van Merkstein naar Alsdorf-Annapark, in 2011 van Alsdorf-Annapark naar Alsdorf Poststraße en in 2014 van Alsdorf Poststraße naar Eschweiler-St. Jöris . In juni 2016 moet de gehele lijn tussen Stolberg en Herzogenrath weer operationeel zijn.

## Treindiensten
| Serie | Treinsoort                  | Route | Bijzonderheden |
| ----- | --------------------------- | --- | -------------- |
| RB 20 | Regionalbahn (DB Regio NRW) | Stolberg (Rheinl) Hbf – Eschweiler-St. Jöris – Alsdorf-Annapark – Herzogenrath – Aachen Hbf – Stolberg (Rheinl) Hbf – [ Stolberg Altstadt ] / [ Langerwehe – Düren ] |                |

## Aansluitingen
In de volgende plaatsen is of was er een aansluiting op de volgende spoorlijnen:
Stolberg (Rheinl) Hauptbahnhof
DB 2544, spoorlijn tussen Stolberg en Kohlscheid
DB 2571, spoorlijn tussen Hochneukirch en Stolberg
DB 2572, spoorlijn tussen Stolberg en Sankt-Vith (Vennbahn
DB 2573, spoorlijn tussen Stolberg Sof en Stolberg Sif
DB 2574, spoorlijn tussen Stolberg en Münsterbusch
DB 2600, spoorlijn tussen Keulen en Aken
Aansluiting Quinx
DB 2544, spoorlijn tussen Stolberg en Kohlscheid
Alsdorf-Mariadorf
DB 9, spoorlijn tussen Mariadorf en Mariagrube
DB 2555, spoorlijn tussen Aachen Nord en Jülich
Aansluiting Kellersberg
DB 2557, spoorlijn tussen Mariagrube en de aansluiting Kellersberg
Herzogenrath
DB 2543, spoorlijn tussen Sittard en Herzogenrath
DB 2550, spoorlijn tussen Aken en Kassel